# Silesia Rebels 2019
Questa voce raccoglie le informazioni riguardanti i Silesia Rebels nelle competizioni ufficiali della stagione 2019.

## Roster
| Roster dei Silesia Rebels (2019) |
| --- |
| Quarterback - Julio Vazquez - Adrian Mazurek - Maciej Szczerba - 6 Damian Duszyc QB/WR - 81 Paweł Tomaszewski QB/WR Running Back - Michał Janusz - Benjamin Bołdys FB - Bartosz Nowak - 27 Robert Sobota - 37 Łukasz Krawczyk FB Wide Receiver - Konrad Paruszewski - Filip Bywalec - Mikołaj Zając - Sebastian Iwanicki - Dawid Kaczor - 3 Jakub Wicher - 11 Daniel Wijas - 17 Piotr Żero - 19 Dawid Olszówka - 85 Filip Wójcik Tight End - Dominik Wrześniewski - 87 Mateusz Białas Offensive Linemen - Denis Duda - Adrian Gabryś - Kamil Widurski - Bartosz Nowak - Piotr Skrzyidło - Wiktor Musiała - Szymon Bzdyk - Łukasz Malinowski - 77 Kamil Helmrich - 78 Dawid Froch Defensive Linemen - Jakub Halicki - Nataniel Bembenek - Kewin Krawczyk DL/LB - Jakub Wilk - Andrzej Duda - Radosław Grabara - Jarosław Tołudowski - 88 Mateusz Skarłosz - 91 Artur Pacocha - 94 Bartosz Cebula DE - 96 Marek Lorenc - 99 Mateusz Kamiński Linebacker - Dariusz Warbish - Sebastian Tyrka - Dawid Dyga Defensive Back - Karol Barański - Marcel Kramarczyk - Szymon Białek - Michał Słoczyński - Jacek Bukowiec - Damian Garus - Michał Domitrz - Grzegorz Witasek - Rafał Mroziński - Wojciech Sęk - Lech Gluzicki - Patryk Roter - Michał Stanaszek - Grzegorz Maksymczuk - 20 Jacek Bukowiec Special Team Coaching staff John Anderson (HC) |

## Liga Futbolu Amerykańskiego 2 2019

### Stagione regolare
| Przemyśl 18 maggio 2019, ore 12:30 | Przemyśl Bears | 6 – 28 referto | Silesia Rebels | Stadion im. mjr. Mieczysława Słabego\| Arbitro: \| Żołądek \| |
| Arbitro:                           | Żołądek        |                |                |                                                               |

| Katowice 9 giugno 2019 | Silesia Rebels | 31 – 10 referto | Rzeszów Rockets | MOSiR Szopienice |

| Lublino 22 giugno 2019, ore 13:30 | Tytani Lublin | 0 – 28 (0-0 0-13 0-7 0-8) referto | Silesia Rebels | Stadion Lekkoatletyczny w Lublinie\| Arbitro: \| Ratajczak \| |
| Arbitro:                          | Ratajczak     |                                   |                |                                                               |

| Chorzów 14 luglio 2019, ore 13:00 | Silesia Rebels | 46 – 0 referto | Tytani Lublin | Stadion Śląski (boisko boczne) |

| Łaziska Górne 20 luglio 2019, ore 14:30 | Hammers Łaziska Górne | 30 – 64 referto | Silesia Rebels | Boisko Polonii Łaziska |

| Chorzów 4 agosto 2019, ore 13:30 | Silesia Rebels | 50 – 0 referto | Hammers Łaziska Górne | Stadion Śląski (boisko boczne) |

| Katowice 11 agosto 2019 | Silesia Rebels | 40 – 12 referto | Przemyśl Bears | Boisko Rapid |

| Rzeszów 1º settembre 2019, ore 15:00 | Rzeszów Rockets | 12 – 27 (0-7 6-7 0-0 6-13) referto | Silesia Rebels | Stadion Resovii (boisko boczne) |

### Playoff
| Chorzów 15 settembre 2019 | Silesia Rebels | 21 – 16 referto | Miners Wałbrzych | Stadion Śląski (boisko boczne) |

| 28 settembre 2019 | Armada Szczecin | 27 – 0 (0-0 9-0 6-0 12-0) referto | Silesia Rebels |  |

## Statistiche di squadra
| Competizione      | %Vittorie | In casa | In casa | In casa | In casa | In casa | In casa | In trasferta | In trasferta | In trasferta | In trasferta | In trasferta | In trasferta | Totale | Totale | Totale | Totale | Totale | Totale |
| Competizione      | %Vittorie | G       | V       | N       | P       | Pf      | Ps      | G            | V            | N            | P            | Pf           | Ps           | G      | V      | N      | P      | Pf     | Ps     |
| ----------------- | --------- | ------- | ------- | ------- | ------- | ------- | ------- | ------------ | ------------ | ------------ | ------------ | ------------ | ------------ | ------ | ------ | ------ | ------ | ------ | ------ |
| Stagione regolare | 1.000     | 4       | 4       | 0       | 0       | 167     | 22      | 4            | 4            | 0            | 0            | 147          | 48           | 8      | 8      | 0      | 0      | 314    | 70     |
| Playoff           | .500      | 1       | 1       | 0       | 0       | 21      | 16      | 1            | 0            | 0            | 1            | 0            | 27           | 2      | 1      | 0      | 1      | 21     | 43     |
| Totale            | .900      | 5       | 5       | 0       | 0       | 188     | 38      | 5            | 4            | 0            | 1            | 147          | 75           | 10     | 9      | 0      | 1      | 335    | 113    |